# Herb Ostrowa Wielkopolskiego
Herb Ostrowa Wielkopolskiego – jeden z symboli miasta Ostrów Wielkopolski w postaci herbu.

## Wygląd i symbolika
Herb przedstawia na czerwonej tarczy wizerunek jabłka królewskiego w kolorze niebieskim, opasanego złotą wstęgą z krzyżem, położonego na tle dwóch skrzyżowanych złotych kluczy.
Według współczesnej legendy o założeniu Ostrowa Wielkopolskiego klucze są symbolem spokoju i bezpieczeństwa, natomiast jabłko symbolem obfitości.

## Historia
Herb został nadany miastu na zasadzie wolnego wyboru przez mieszczan. Przyczyną obrania herbu stała się ponowna lokacja miasta w 1712 roku – zostało ono podniesione z upadku przez ówczesnego właściciela, Jana Jerzego Przebendowskiego, stąd też obecność w nowym herbie jabłka królewskiego (zapożyczonego z Kuny, herbu właściciela) oraz kluczy (nawiązujących do godności Przebendowskiego, podskarbiego wielkiego koronnego). Rysunek herbowy został oparty na najstarszej znanej pieczęci herbowej z 1715 r.
W 1919 r. dokonano kontrowersyjnej zmiany koloru tarczy herbowej ze srebrnej na czerwoną.